# Nguyễn Văn Phương (vận động viên tennis)
Nguyễn Văn Phương sinh năm 2001, là nam vận động viên quần vợt người Việt Nam. Tinh đến năm 2018, anh từng đạt thứ hạng đơn ATP cao nhất là 1332, thứ hạng đôi ATP cao nhất là 1098 và thứ hạng tại ITF trẻ cao nhât là 44.
Nguyễn Văn Phương hiện là thành viên Đội tuyển Davis Cup Việt Nam.

## Tiểu sử
Nguyễn Văn Phương sinh ngày 27 tháng 2 năm 2001 tại Lục Ngạn, Bắc Giang. Anh theo gia đình vào sinh sống Thành phố Hồ Chí Minh từ khi 4 tuổi. Anh phụ bán hàng cho một quán lẩu gần sân tennis, nhận thấy anh có năng khiếu nên chủ quán quyết định tài chợ cho anh theo học lớp năng khiếu của Câu lạc bộ Tanimex.

## Sự nghiệp
Sau giải đấu U8 tại Bình Dương anh được tuyển vào lò đào tạo quần vợt của công ty Becamex. Sau 2 năm luyện tập, Phương đã hai lần đánh bại nhà vô địch giải U10 của Thái Lan. Năm 12 tuổi, anh có thêm Huy chương vàng giải U14 của Việt Nam tổ chức tại Khánh Hòa và bảo vệ thành công vị trí này vào năm 2014. Cũng trong năm 2014, Phương giành Huy chương bạc giải U18 toàn quốc.
Năm 2017, Nguyễn Văn Phương được xếp hạng 70 tay vợt trẻ của Liên đoàn Quần vợt thế giới sau khi giành danh hiệu địch vô địch đôi tại giải Eddie Herr tại Mỹ và vô địch Đôi trẻ Nhóm II tại Hà Lan. Năm 2018, anh tiếp tục giành chức vô địch đơn nam giải Trẻ nhóm I tại Trung Quốc; vô địch đơn nam giải Các cây vợt xuất sắc toàn quốc. Cũng trong năm 2018, Phương cùng Lý Hoàng Nam lên ngôi vô địch đôi nam giải Quần vợt nhà nghề Việt Nam F2 Futures.
Tháng 5 năm 2020, Phương vô địch giải VTF Masters 500 – Sâm Ngọc Linh do Liên đoàn quần vợt Việt Nam tổ chức tại Kontum.
Tháng 8 năm 2021, Nguyễn Văn Phương chính thức có lần đầu tiên lọt vào vòng chính giải quần vợt ITF World Tennis Tour, sau khi chiến thắng trước vận động viên người Malaysia Darrshan Suresh với tỉ số 2–0 và vượt qua vòng loại đơn nam giải M15 Kuching Malaysia. Năm 2022, lần đầu tiên Phương vào được vòng chính giải quần vợt ITF World Tennis Tour nhưng không phải với tư cách là vận động viên đặc cách.

## Thành tích giải Future và Challenger
| Đấu đơn                          | Sân đấu  |
| -------------------------------- | -------- |
| Giải đấu ATP Challenger (0–0)    | Sân cứng |
| Giải quần vợt thế giới ITF (1–0) | Sân cứng |

### Đấu đôi
| Kết quả | Tỉ số | Ngày          | Giải đấu                    | Tầng              | Bề mặt   | Đồng đội     | đối thủ                      | Điểm theo hiệp đấu |
| ------- | ----- | ------------- | --------------------------- | ----------------- | -------- | ------------ | ---------------------------- | ------------------ |
| Thắng   | 1–0   | tháng 5, 2018 | Thừa Thiên-Huế, Việt Nam F2 | Giải trẻ (Future) | Sân cứng | Lý Hoàng Nam | Vương Chấn Hun Dương Bá Long | 3–6, 6–3, [10–8]   |

## Cúp Davis
| Nhóm đấu               | Sân đấu | Hình thức |
| ---------------------- | ------- | --------- |
| Nhóm Thế giới (0–0)    | Đất nện | Đấu đơn   |
| Vòng Play-off WG (0–0) | Đất nện | Đấu đơn   |
| Nhóm I (0–0)           | Đất nện | Đấu đơn   |
| Nhóm II (0–1)          | Đất nện | Đấu đơn   |
| Nhóm III (0–0)         | Đất nện | Đấu đơn   |
| Nhóm IV (0–0)          | Đất nện | Đấu đơn   |

### Vòng Play-off nhóm II của Davis Cup 2020
Gồm 4 trận đấu diễn ra ngày 6 và 7 tháng 3 tại Marrakesh, giữa Đội tuyển Davis Cup Việt Nam và Câu lạc bộ Quần vợt Hoàng gia Marrakech của Maroc
 THẮNG -  THUA
| Kết quả          | Hạng             | Nhóm             | Thể thức         | Đối thủ          | Điểm số          | Sân đấu          |
| Chung cuộc 0 – 4 | Chung cuộc 0 – 4 | Chung cuộc 0 – 4 | Chung cuộc 0 – 4 | Chung cuộc 0 – 4 | Chung cuộc 0 – 4 | Chung cuộc 0 – 4 |
| ---------------- | ---------------- | ---------------- | ---------------- | ---------------- | ---------------- | ---------------- |
| Thua             | 1                | II               | Đơn              | Adam Moundir     | 1–6, 4–6         | Đất nện          |